# Planungsministerium
Planungsministerium ist ein Ministerium für Raum-, Entwicklungs-, Wirtschafts-, Nachhaltigkeitsplanung und ähnliche Themen. Sie sind oft, je nach Planungsbedarf im Staate, mit verwandten Portefeuilles, etwa dem Wirtschaftsministerium, Landwirtschaftsministerium, Energieministerium, Infrastrukturministerium, Verkehrsministerium oder dem Umweltministerium vereint.

Typisch sind sie für Entwicklungs- und Schwellenländer, bei neugebildeten Staaten in der territorialen Konsolidierungsphase, oder in Zeiten grundlegender struktureller Reformen (Entwicklungsministerium, auch Modernisierungsministerium).

Mitaufgenommen sind hier auch speziell Raumplanungsministerium oder Regionalministerium genannte Institutionen, die auf moderne Raumplanung und Regionalisierungsplanung spezialisiert sind sowie Stadtplanungsministerium genannte Ministerien.

## Liste
| Land                   | Ministerium | kurz            | Portefeuilles und Anmerkungen | Minister |
| ---------------------- | --- | --------------- | --- | --- |
| Burkina Faso           | Ministère de l’Administration Territoriale et de la Décentralisation |                 | Territorialverwaltung und Dezentralisierung | Ministre de l’Administration Territoriale et de la Décentralisation                                                                              |
| Chile                  | Ministerio de Economía, Fomento y Turismo | Minecon         | Wirtschaft, Entwicklung und Tourismus | Ministro de Fomento |
| Dänemark               | Ministeriet for By, Bolig og Landdistrikter | MBBL            | Städte, Wohnen und Landgebiete seit 2011 | Minister for By, Bolig og Landdistrikter |
| Deutschland            | • Bundesministerium für wirtschaftliche Zusammenarbeit und Entwicklung • Bundesministerium für Verkehr, Bau und Stadtentwicklung                                                                      | • BMZ • BMVBS   | • wirtschaftliche Zusammenarbeit und außenpolitische Entwicklung • Verkehr, Bau und Stadtentwicklung | • Bundesminister für wirtschaftliche Zusammenarbeit und Entwicklung • Bundesminister für Verkehr, Bau und Stadtentwicklung                       |
| Frankreich             | • Ministère de l'Agriculture, de l'Alimentation, de la Pêche, de la Ruralité et de l'Aménagement du Territoire • Ministère de la Réforme de l'État, de la Décentralisation et de la Fonction Publique | • MAAPRAT •     | • Landwirtschaft, Ernährung, Fischerei, ländlicher Raum und Raumplanung – bis 2009 Ministère de l’Espace rural et de l’Aménagement du territoire, dann mit Agrarministerium vereint • Staatsreform, Dezentralisierung und öffentlicher Dienst – als Reformministerium 1947–52, 57–59, 81–93, und seit 1997 | • Ministre de la Ruralité et de l’Aménagement du Territoire • Ministres de la Fonction publique                                                  |
| Gambia                 | • Ministerium für Land und Regionalregierung • Ministry for Trade, Regional Integration and Employment                                                                                                | • MOLGL • MOTIE | • Lokale Verwaltung und ländlicher Raum • Handel, regionale Integration und Arbeit ex Department of State for Local Government, Lands & Religious Affairs – DoSLG, Ministerialabteilung mit Religionsangelegenheiten                                                                                       | • Minister for Local Governments and Lands • Minister for Regional Integration                                                                   |
| Kolumbien              | Ministerio de Agricultura y Desarrollo Rural |                 | Landwirtschaft und ländliche Entwicklung | Ministro de Desarrollo Rural |
| Malaysia               | Kementerian Pembangunan Wanita, Keluarga dan Masyarakat | KPWKM           | Frauen, Familie und Stadtentwicklung | |
| Namibia                | Ministry of Regional and Local Government, Housing and Rural Development | MRLGH           | Regionale und lokale Verwaltung, Wohnbau, ländliche Entwicklung | Minister of Rural Development |
| Nauru                  | – |                 | Finanzen und nachhaltige Entwicklung | Minister of Finance and Sustainable Development                                                                                                  |
| Niederlande            | Ministerie van Infrastructuur en Milieu | IenM            | Infrastruktur und Umwelt vorher Volkshuisvesting, Ruimtelijke Ordening en Milieubeheer VROM und Verkeer en Waterstaat | Minister van Infrastructuur en Milieu |
| Norwegen               | Kommunal- og moderniseringsdepartementet | KMD             | Kommunal- und Modernisierung; vorher Kommunal- og regionaldepartementet | • Kommunal- og moderniseringsminister • Distrikts- og digitaliseringsminister                                                                    |
| Rumänien               | Ministerul Agriculturii si Dezvoltarii Rurale | MADR            | Landwirtschaft und ländliche Entwicklung | Ministru Dezvoltarii Rurale |
| Serbien                | Ministarstvo životne sredine i prostornog planiranja Министарства животне средине, рударства и просторног планирања englisch Ministry of Environment and Spatial Planning                             | EKOPLAN         | Umwelt und Raumplanung | Ministar prostornog planiranja Министарства просторног планирања                                                                                 |
| Sierra Leone           | Ministry of Lands, Country Planning and the Environment |                 | Ländlicher Raum, Landschaftsplanung und Umwelt | Minister of Lands, Country Planning and the Environment                                                                                          |
| Slowenien              | Ministrstvo za okolje in prostor | MOP             | Umwelt und Raumplanung englisch Ministry of the Environment and Spatial Planning | Minister za prostor |
| Tschechien             | Ministerstvo pro místní rozvoj ČR | MMR             | Regionale Entwicklung englisch Ministry for Regional Development | Ministr pro místní rozvoj |
| Vereinigtes Königreich | Department for Communities and Local Government | DCLG            | Gemeinden und lokale Verwaltung | • Secretary of State for Communities and Local Government • Minister for Decentralisation and Cities • Minister for Housing and Local Government |
| Vereinigte Staaten     | Department of Housing and Urban Development | HUD             | Wohnbau und Stadtentwicklung | Secretary of Housing and Urban Development |
| Südafrika              | Department of Human Settlements | DHS             | Siedlung ex Department of Housing | Minister of Human Settlements |

## Historische Behörden
nach Auflassung:
- Niederlande: Ministerie van Openbare Werken en Wederopbouw (Öffentliche Arbeiten und Wiederaufbau) 1946–48, dann Wederopbouw en Volkshuisvesting bis 1956, ab dann als Wohnbauministerium, seit 2010 Infrastrukturministerium Ministerie van Infrastructuur en Milieu – IenM
- Österreich: Bundesministerium für Handel und Wiederaufbau 1945–1966, Fokus Wirtschaftsplanung
- Slowenien: Ministrstvo za planiranje 1992–1993, „deutsch Planungsministerium“, mit Fokus auf Sozialplanung
- Österreich: Bundesminister für Frauen, Medien und Regionalpolitik am Bundeskanzleramt, Doris Bures Juli–Dezember 2008
- Singapur: Ministry of Community Development, Youth and Sports, 2012 als Social and Family Development[13]